# Kappa Leporis
Kappa Leporis (κ Leporis, förkortat Kappa Lep, κ Lep) som är stjärnans Bayerbeteckning, är en dubbelstjärna belägen i den nordvästra delen av stjärnbilden Haren. Den har en skenbar magnitud på 4,43 och är synlig för blotta ögat där ljusföroreningar ej förekommer. Baserat på parallaxmätning inom Hipparcosuppdraget på ca 4,5 mas, beräknas den befinna sig på ett avstånd på ca 730 ljusår (ca 220 parsek) från solen.

## Egenskaper
Primärstjärnan Kappa Leporis A är en blå till vit stjärna i huvudserien av spektralklass B9 V. Den har en massa som är ca 4,9 gånger större än solens massa, en radie som är ca 2,6 gånger större än solens och utsänder från dess fotosfär ca 1 350 gånger mera energi än solen vid en effektiv temperatur på ca 11 590 K.
Kappa Leporis A visar ett överskott av infraröd strålning med en våglängd på 12 μm, vilket tyder på att den kan vara omgiven av en stoftskiva.